# Deutsche ATSB-Fußballmeisterschaft 1931/32
Die deutsche ATSB-Fußballmeisterschaft 1932 war die 13. vom Arbeiter-Turn- und Sportbund ausgerichtete deutsche Meisterschaft im Fußball. Sie war die letzte ATSB-Meisterschaft, die vollständig durchgeführt werden konnte und in der ein Meister ermittelt wurde. Sieger wurde der TSV Nürnberg-Ost.

## Modus und Teilnehmer
Die Meister der 17 ATSB-Kreise ermittelten in vier regionalen Endrunden die Teilnehmer an der Endrunde auf Reichsebene. Dabei wurde im K.-o.-System gespielt.
| Nordwestdeutschland - Blumenthaler SV - FTSV Kiel-Ost - SC Obersprockhövel - SV Oberkaufungen | Mitteldeutschland - FT Aschersleben - Eiche Hindenburg - FSV Rositz - VfK Leipzig-Südwest | Ostdeutschland - FT Cottbus 93 - TV Frei Podejuch - FFV Ponarth - Eintracht Reinickendorf-West | Süddeutschland - FT Gern - Kickers Ludwigshafen - TuS Naunheim - VfL Neckargartach - TSV Nürnberg-Ost |

## Verbandsmeisterschaften

### Nordwest
Halbfinale
| Datum         |                  | Ergebnis  |                    | Austragungsort                     |
| ------------- | ---------------- | --------- | ------------------ | ---------------------------------- |
| 6. März 1932  | SV Oberkaufungen | 4:3 (3:1) | SC Obersprockhövel | Kassel, Hessenkampfbahn            |
| 20. März 1932 | Blumenthaler SV  | 2:0 (0:0) | FTSV Kiel-Ost      | Bremen, Friedrich-Ebert-Sportplatz |

Finale
| Datum          |                  | Ergebnis  |                 | Austragungsort          |
| -------------- | ---------------- | --------- | --------------- | ----------------------- |
| 25. April 1932 | SV Oberkaufungen | 2:4 (0:2) | Blumenthaler SV | Kassel, Hessenkampfbahn |

### Mitte
Halbfinale
| Datum            |                  | Ergebnis  |                     | Austragungsort        |
| ---------------- | ---------------- | --------- | ------------------- | --------------------- |
| 28. Februar 1932 | FSV Rositz       | 1:2 (1:1) | VfK Leipzig-Südwest | Altenburg             |
| 28. Februar 1932 | Eiche Hindenburg | 3:2 (2:1) | FT Aschersleben     | Breslau, Sparta-Platz |

Finale
| Datum        |                     | Ergebnis  |                  | Austragungsort                |
| ------------ | ------------------- | --------- | ---------------- | ----------------------------- |
| 6. März 1932 | VfK Leipzig-Südwest | 4:2 (2:2) | Eiche Hindenburg | Leipzig-Mockau, Preußen-Platz |

### Ost
Halbfinale
| Datum        |                  | Ergebnis  |                              | Austragungsort               |
| ------------ | ---------------- | --------- | ---------------------------- | ---------------------------- |
| 6. März 1932 | TV Frei Podejuch | 0:1 (0:1) | Eintracht Reinickendorf-West | Stettin                      |
| 6. März 1932 | FT Cottbus 93    | 5:2 (3:1) | FFV Ponarth                  | Cottbus, Städtisches Stadion |

Finale
| Datum         |               | Ergebnis  |                              | Austragungsort               |
| ------------- | ------------- | --------- | ---------------------------- | ---------------------------- |
| 20. März 1932 | FT Cottbus 93 | 4:3 (2:3) | Eintracht Reinickendorf-West | Cottbus, Städtisches Stadion |

### Süd
Qualifikation
| Datum        |              | Ergebnis  |                      | Austragungsort      |
| ------------ | ------------ | --------- | -------------------- | ------------------- |
| 6. März 1932 | TuS Naunheim | 6:3 (1:0) | Kickers Ludwigshafen | Gießen, Waldstadion |

Halbfinale
| Datum         |                   | Ergebnis  |                  | Austragungsort                    |
| ------------- | ----------------- | --------- | ---------------- | --------------------------------- |
| 6. März 1932  | FT Gern           | 0:2 (0:1) | TSV Nürnberg-Ost | München, Poststadion Arnulfstraße |
| 20. März 1932 | VfL Neckargartach | 6:2 (1:1) | TuS Naunheim     | Böckingen                         |

Finale
| Datum          |                  | Ergebnis  |                   | Austragungsort                |
| -------------- | ---------------- | --------- | ----------------- | ----------------------------- |
| 17. April 1932 | TSV Nürnberg-Ost | 8:0 (4:0) | VfL Neckargartach | Nürnberg, Städtisches Stadion |

## Endrunde um die Bundesmeisterschaft
Halbfinale
| Datum          |                 | Ergebnis  |                     | Austragungsort                |
| -------------- | --------------- | --------- | ------------------- | ----------------------------- |
| 17. April 1932 | FT Cottbus 93   | 4:3 (1:1) | VfK Leipzig-Südwest | Cottbus, Städtisches Stadion  |
| 8. Mai 1932    | Blumenthaler SV | 1:4 (1:1) | TSV Nürnberg-Ost    | Bremen, Sportplatz Bürgerpark |

Finale
| Datum        |                  | Ergebnis  |               | Austragungsort                |
| ------------ | ---------------- | --------- | ------------- | ----------------------------- |
| 21. Mai 1932 | TSV Nürnberg-Ost | 4:1 (3:0) | FT Cottbus 93 | Nürnberg, Städtisches Stadion |